# Inter-Pathé
Inter-Pathé ist ein DVD-Label, das seit 2010 durch die aberle-media GmbH betrieben wird. Als weitere Schreibweisen der Marke sind und waren auch oft Interpathe oder Interpathé bzw. Inter Pathé bekannt.

## Geschichte
1957 gründete der Frankfurter Paul Schmitt die Firma Paul Schmitt GmbH & Co KG in Frankfurt-Höchst, die später nach Glashütten/Taunus verlegt wurde. Sitz war die Bolongarostraße 141. Damals befasste sich die Firma mit den aufstrebenden Schmalfilmen für den Hausgebrauch und Vertrieb u. a. auch Produkte von Revue an Neckermann. In den ersten Jahren vertrieb man überwiegend nur Schmalfilmprojektoren, die man aus den USA importierte. Zu Beginn wurde das Label „INTERN-FILM“ verwendet, später wurde durch Zusammenarbeit mit Pathé in Frankreich das Label „Inter-Pathé“ gegründet. Bereits Mitte der 1960er Jahre vertrieb die Firma Filme aus dem Columbia-, Ken-Films- und Pathé-Programm, wobei vorwiegend nur das Format Normal 8 vertrieben wurde. Einer der ersten Normal-8-Filmtitel war „Die Geburt eines Kindes“, der eine Spieldauer von ca. 4 Minuten aufwies. Insgesamt wurden 4.000 Stück verkauft, für 29,95–49,95 DM.
Mit Aufkommen des Super-8-Films stand das Medium Normal 8 hinten an, ab 1973 nicht nur Filme aus dem eigenen, sondern auch aus dem Programm von „marketing-film“. „INTERN-FILM“ und „PATHÉ-FILM“ schlossen sich zu „INTER-PATHÉ“ zusammen. Hauptschwerpunkt in den ersten Katalogen waren überwiegend alte Wochenschauen, zeitgeschichtliche Dokumente und ältere deutsche Spielfilme in zum Teil erstaunlich guter Qualität.
1975 bekam „Inter-Pathé“ Verstärkung durch Filme aus dem amerikanischen „Ken-Films“-Programm, die Hauptsächlich Filme der 20th Century Fox und American International veröffentlichte. Die amerikanischen „Ken-Films“-Super-8-Fassungen wurden in Deutschland mit dem deutschen Ton versehen. Dabei gab es ein großes Problem: Der deutsche Ton musste nachträglich zu der gekürzten Super-8-Fassung angefertigt bzw. geschnitten werden. Dabei gab man sich nicht sehr viel Mühe, was sich in einigen Schnittfassungen stark bemerkbar machte. Oft passte der deutsche Ton überhaupt nicht zu der gekürzten Vorlage (es wird gesprochen, obwohl niemand im Film spricht). Auch war durch die Tonüberspielung oft bei einigen Schnittfassungen eine Asynchronität bemerkbar, so dass die Schnittfassungen von „Inter-Pathé“ schnell einen schlechten Ruf hatten.
Von 1975 bis in die 1980er Jahre intensivierte Paul Schmitt die Zusammenarbeit mit dem NWDF-Chef Erich J. A. Pietrek. Die damalige Inter-Pathé veröffentlichte mehrere alte Kinoprogramme, u. a. „Dick und Doof als Handwerker“, „Dick und Doof in Rache ist süß“ oder „Dick und Doof haben lange Beine“. 1989 starb der Chef des Nordwestdeutschen Filmverleihs und übertrug die Auswertungsrechte auf die Firma Inter-Pathé bzw. deren Nachfolger.
1976 synchronisierte Inter-Pathé sämtliche Episoden der Cartoon-Fleischer-Serie „Superman“ in deutscher Sprache. Der Superheld „Superman“ wurde von Ralf Steuernagel synchronisiert, der 2001 auch als TV-Übersetzer zum Schrecken des „11-September“ (Sat.1) fungierte bzw. die CNN-Nachrichten mit dem Bericht über die Terroranschläge am 11. September 2001 für n-tv in deutscher Sprache kommentierte. Einige Episoden wurden auch in Türkisch synchronisiert, diese sind jedoch verschollen. Die Serie wurde auf Super 8, 16mm und auf VHS ausgewertet. Zu Weihnachten 2017 erschien die Serie erstmals in restaurierter Fassung auf DVD.
In den Jahren 1977/78 übernahm „Inter-Pathé“ auch die Filme aus dem amerikanischen MGM-Super-8-Programm. Im Gegensatz zu den schlechten „Ken-Films“-Filme waren alle MGM-Schnittfassungen bereits in den USA eingedeutscht worden, denn dort Schnitt man den deutschen Ton direkt zum Master, wie es auch bei den Filmen aus dem UFA-Programm üblich war.
„Inter-Pathé“ hatte auch Qualitativ gute Filme im Programm, sowohl in einer 120-m-Fassung als auch in der kompletten Länge. Das waren zum Beispiel die Klassiker „Vor dem neuen Tag“, „African Queen“ und „Der letzte Zug von Gun-Hill“. Des Weiteren gab es einige Filme mit Elvis Presley. Zu bemerken ist auch, dass manche Filme unter alternativen Titel auf den Markt kamen, wie z. B. der Jerry Lewis-Titel „At War With The Army“ unter dem Titel „Der Regimentstrottel“.
Zu Beginn der 1980er Jahre gab es bereits die ersten Rabatte beim Kauf einer Super-8-Schnittfassung, und es wurde weiterhin reduziert: Als „Inter-Pathé“ ihre Verluste beim Super-8-Verkauf der schlechten 120-m-Schnittfassungen bemerkte, gab es bereits starken Preisnachlass für alle Filme mit den Bestellnummern BF und MGM (120 m statt 129,00/149,00 DM nur 50,00 DM).
Trotzdem gab es weiterhin Neuerscheinungen der BF- und MGM-Filme. Im letzten Katalog 1982 waren Filme wie „Unternehmen Feuergürtel“, „Am Wendepunkt“ und „Nordwest-Passage“ zu finden. Diese letzten Neuerscheinungen hatten die schlechten Tonprobleme nicht mehr. „Inter-Pathé“ gab sogar noch den MGM-Dreiteiler „Die Formel“ heraus.
Bis 1997 gab „Inter-Pathé“ weiterhin ihre Listen heraus – jede Schnittfassung nur noch 29,95 DM, und es gab wirkliche Perlen, die heute immer noch unter Sammlern sehr gesucht sind, so zum Beispiel die zweiteiligen Schnittfassungen „Singin’ In The Rain“ und „Eine Braut für sieben Brüder“. Nicht vergessen werden darf auch der Einteiler „The Rocky Horror Picture Show“, der auch bei der UFA zu haben war. Die bislang am höchsten bezahlte Inter-Pathé-Super-8-Kopie ging im Jahr 2006 in die Super-8-eBay-Geschichte ein, denn „The Wizard of Oz“ (120 m, sw, Deutscher Magnetton) wurde für 329,00 Euro versteigert.

## Das Videozeitalter
Ab 1979 veröffentlichte Inter-Pathé auch diverse Videofilme in zahlreichen Formaten, bis später auf VHS umgestellt wurde. Das Sortiment umfasste Hunderte Filme, meist die alten Wochenschauen. Man war auch als Großhändler aktiv und vertrieb UFA- und Taurus-Video sowie Kinowelt-Titel.
Bereits 1982 arbeitete Inter-Pathé mit zahlreichen „Dritt-VHS-Anbietern“ zusammen, u. a. mit dem VHS-Label „Liliput“, das vorwiegend Kinderprogramme vertrieb. Insgesamt wurden über 300 Kinderprogramme mit der Fa. TELEPICTURE Video-Produktions und Vertriebs GmbH, mit Sitz in Würzburg, herausgebracht.
Ab ca. 1989 bis 1992 arbeitete Inter-Pathé mit mehreren Verlagen zusammen, u. a. mit den Verlagen GVK, Heitz & Höffkes. Letztere Zusammenarbeit endete in Rechtsstreitigkeiten.

## Das vorläufige Ende
2007 kam das vorläufige Ende, nachdem Paul Schmitt aus Altersgründen aus dem Unternehmen ausgestiegen war. Sein Sohn führte den Verkauf von Restbeständen fort, bis 2009 die Filmsammlung an die aberle-media GmbH (Verantwortliche: Christian und Peter Aberle) verkauft wurde, wodurch die Sammlung (über 12.336 Filmdosen im Format 16 mm und 35 mm) von Frankfurt nach Kaiserslautern transportiert und archiviert wurde. Ein Inter-Pathé-Fan unternahm im Jahr 2014 eine Berechnung, wonach die Zelluloid-Sammlung von Inter-Pathé mindestens einmal unsere Erdkugel umschließt. Demnach hätte die Sammlung eine gesamte Meteranzahl von 40.075.000 Meter, wenn man die letzte Gesamtfilmliste vom 15. März 1997 zu Grunde legt. Im Herbst 2015 verstarb Paul Schmitt in Hessen.
Schon im Jahr 2008 wurden neue Programme aufgelegt, u. a. „Laurel & Hardy Ultimate Vol. 1“ und „Laurel & Hardy Ultimate Vol. 5“, die über die Drogeriekette Rossmann erhältlich waren; diese Programme waren unter dem Label „aberle-media“ veröffentlicht worden. Die letzte Veröffentlichung unter „aberle-media“ war im Dezember 2010.

## Seit 2009
Im Sommer 2009 wurden erste Programme von Inter-Pathé von der e-m-s new media AG vertrieben, die durch die aberle-media GmbH geliefert wurden, wie u. a. die Dokumentation „2012“. Nach der Insolvenz wurde die Zusammenarbeit mit der 3L Filmverleih GmbH (heute 3L Homevideo) weiter vertieft.
Im Jahr 2010 wurde offiziell „Das alte Dresden“ auf DVD veröffentlicht, u. a. in Zusammenarbeit mit Polar-Film. Später wurde diese Dokumentation auch auf Amazon Video restauriert in HD veröffentlicht.
Im Frühjahr 2011 veröffentlichte Inter-Pathé das Videoprogramm „Bad Homburg – Die Sommerresidenz der Frankfurter“, das zur Einweihungsfeier des alten Bahnhofes, im Jahre 2013 ebenfalls in Bad Homburg a.S. vorgeführt wurde.
2011 veröffentlichte das Label Inter-Pathé historische Filmaufnahmen von Frankfurt/Main aus dem Jahr 1927, die im Februar 2017 Premiere feierten, im Rahmen von „Ma(i)nhatta“. Die Zusammenarbeit mit der arte-Filmredakteurin Nina Goslar erwies sich als sehr gelungen, der Abend erhielt sehr gute Presse. 2015 wurden schon einmal Filmausschnitte „Aus dem alten Frankfurt“ öffentlich gezeigt, im Magazin „Planetopia“, als die Stadtgeschichte thematisiert wurde. Es war eine der letzten Ausgaben von „Planetopia“.
Seit 2013 ist Inter-Pathé mit eigenem Channel auf YouTube vertreten. Von 2013 bis 2015 waren über 50 Titel von Inter-Pathé auf der Plattform MyVideo von ProSiebenSat1 abrufbar. 2015 beendete Inter-Pathé die Zusammenarbeit mit ProSiebenSat1, nachdem die Videoplattform umgestaltet wurde.
Im August 2017 sendete die ARD im Wochenmagazin BRISANT Filmausschnitte zum Thema „Elvis Presley“, die u. a. Inter-Pathé lizenzierte.
Im Sommer 2017 wurde das Inter-Pathé-DVD-Programm „Die Dschungelbuch-Edition“ mit dem orangen Daumen von der Medienzentrale Baden-Württemberg ausgezeichnet.
Im Rahmen der Veranstaltungen der Altstadt-Eröffnung im Jahre 2018 in Frankfurt/Main werden einige Highlights aus dem Archiv der Inter-Pathé erstmals der Öffentlichkeit zugänglich gemacht.